# Jorge de Gales
Jorge de Gales (nascido Jorge Alexandre Luís, em inglês:  George Alexander Louis; Londres, 22 de julho de 2013) é o filho mais velho do príncipe Guilherme e sua esposa Catarina Middleton, atuais Príncipe e Princesa de Gales, respectivamente. Ele ocupa o segundo lugar na linha de sucessão ao trono britânico, depois de seu pai. Neto mais velho de rei Carlos III e sua primeira esposa, Diana, Princesa de Gales.
Nasceu no Hospital de St. Mary em Londres durante o reinado de sua bisavó paterna, a rainha Isabel II. Seu nascimento foi amplamente celebrado nos reinos da  Commonwealth  devido à expectativa de que ele se tornaria rei. Tem dois irmãos, a princesa Carlota de Gales e o príncipe Luís de Gales.

## Infância e juventude

### Nascimento e batismo

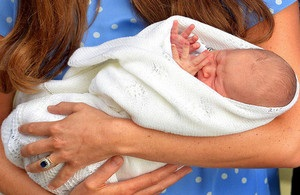
O Príncipe Jorge nos braços de sua mãe enquanto eles deixam o hospital, foi a primeira aparição pública do garoto. Julho, 2013.

Na manhã do dia 22 de julho de 2013, Catarina, então Duquesa de Cambridge, deu entrada no Hospital de St. Mary, em Londres, em trabalho de parto. O bebê nasceu às 16h24 no horário local pesando 3,79 quilogramas, segundo um comunicado oficial do Palácio de Buckingham. O parto foi acompanhado por Marcus Setchell, ex-ginecologista da rainha, e pelo seu sucessor, Alan Farthing.
O recém-nascido foi amplamente saudado como um futuro rei na grande maioria dos jornais e revistas britânicas. Saudações de 21 tiros anunciaram o nascimento nas capitais de Bermudas e da Nova Zelândia. Os sinos da Abadia de Westminster, onde os pais de Jorge se casaram e onde os monarcas britânicos são coroados, e de muitas outras igrejas foram tocados. Cartões postais na Comunidade das Nações foram iluminados em várias cores, especialmente azul para anunciar o nascimento de um menino.
Ocorreram especulações durante a gravidez da Princesa de Gales de que o nascimento de Jorge impulsionaria a economia nacional britânica e aumentaria o sentimento de patriotismo e orgulho nacional. Moedas comemorativas foram emitidas pela Royal Mint e a Royal Canadian Mint, as instituições oficiais de emissão de moedas no Reino Unido e no Canadá, respectivamente, foi a primeira vez em que um nascimento real foi comemorado dessa forma. O nascimento do príncipe Jorge marcou a segunda vez em que quatro gerações em linha direta de sucessão ao trono viveram ao mesmo tempo, situação que ocorreu pela primeira vez entre 1894 e 1901, nos últimos sete anos do reinado da Rainha Vitória, com a monarca e seus três herdeiros, Eduardo, Príncipe de Gales, o príncipe Jorge, Duque de Iorque e o príncipe Eduardo de Iorque.  No dia 24 de julho de 2013, o Palácio de Kensington anunciou oficialmente o nome do herdeiro, Jorge Alexandre Luís, que remete ao rei Jorge VI do Reino Unido, pai da então rainha Isabel II. O nome era um dos mais cotados nas casas de apostas britânicas, também um dos mais favoritos entre a população.
No dia 23 de outubro de 2013, Jorge foi batizado em comunhão com a Igreja Anglicana na capela do Palácio de St. James. O príncipe teve sete padrinhos. Jorge foi batizado com água do rio Jordão em uma cerimónia íntima a pedido dos pais, ao contrário das festas reais habituais. Apenas 22 convidados, incluindo a bisavó, a rainha Isabel II assistiram a cerimónia.
Além dos pais, irmãos e irmã dos Cambridge, a lista dos "escolhidos" incluiu ainda os sete padrinhos e madrinhas do príncipe, amigos de infância ou da universidade dos pais. Os padrinhos dele são: Oliver Baker (amigo próximo do casal que estudou junto na St. Andrew's University), Emilia Jardine-Paterson (amiga próxima da duquesa), Hugh Grosvenor, 7.º Duque de Westminster (amigo próximo do duque), Jamie Lowther-Pinkerton (ex-secretário particular dos seus pais e amigo próximo do casal), Julia Samuel (amiga próxima do duque), William van Cutsem (amigo próximo do duque) e Zara Tindall (prima do duque). Sinal de ruptura com a tradição, Zara Tindall, prima em primeiro grau de Guilherme, é a única madrinha pertencente à família real britânica.

### Educação
O príncipe começou os seus estudos de educação infantil em 6 de janeiro de 2016 na Westacre Montessori School, escola situada a cerca de 20 minutos de carro do prédio de Anmer Hall (em Norfolk na Inglaterra; próximo de Sandringham House), a casa de campo onde ele mora com seus pais e os irmãos. Clarence House deu destaque ao fato no site oficial e os Duques de Cambridge divulgaram duas fotos oficiais inéditas para marcar a ocasião.  Em 7 de setembro de 2017, após a família ter fixado residência no Palácio de Kensington, Londres, George começou a frequentar a escola Thomas's Batters. Ele foi ao primeiro dia de aula acompanhado do pai, já que sua mãe não pode acompanhá-lo por causa dos fortes enjoos que sofria devido à terceira gravidez.  Em agosto de 2022, com a mudança da família para Adelaide Cottage, em Windsor, George e seus irmãos passaram a estudar na Lambrook School, em Berkshire.

## Aparições públicas

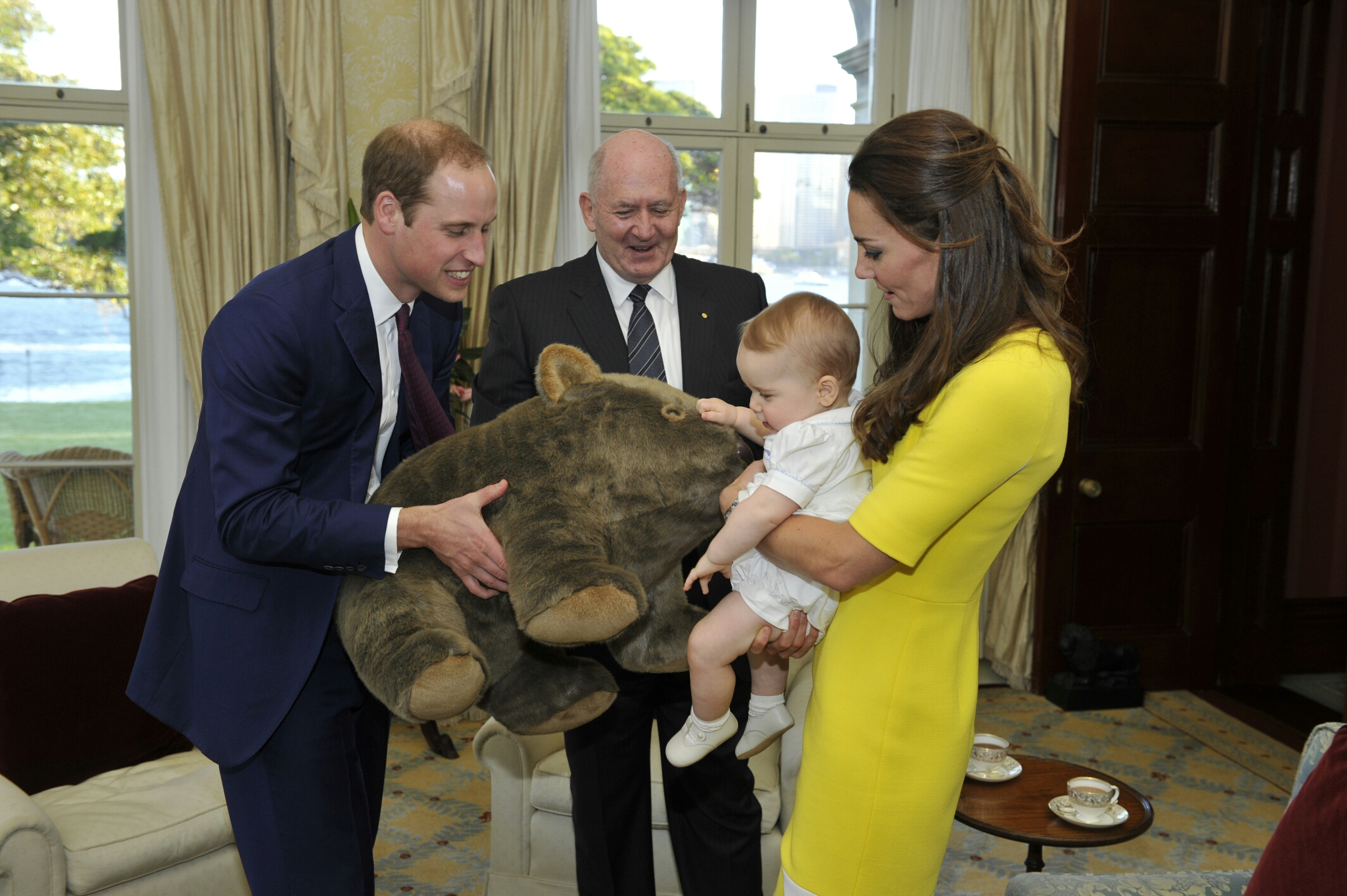
O príncipe Jorge e seus pais com o Governador-Geral da Austrália, Peter Cosgrove, na Admiralty House, Sydney, 2014.

O príncipe Jorge não costuma participar de eventos oficiais da família real britânica. Os seus pais também procuram evitar expô-lo constantemente na mídia, tendo, inclusive, denunciado o extremo assédio dos fotógrafos na busca de fotos da família. No entanto, em ocasiões especiais, como seu próprio nascimento e batizado, bem como o nascimento e batizado de sua irmã, fotos costumaram ser divulgadas. Houve também uma intensa divulgação sobre o príncipe quando, aos oito meses, pela primeira vez, os pais o levaram para uma viagem ao exterior. Em abril de 2014, Jorge fez a sua primeira viagem oficial ao exterior. Ele visitou a Austrália e Nova Zelândia com os pais. Ele também já viajou com os pais e a irmã para o Canadá e Polônia.

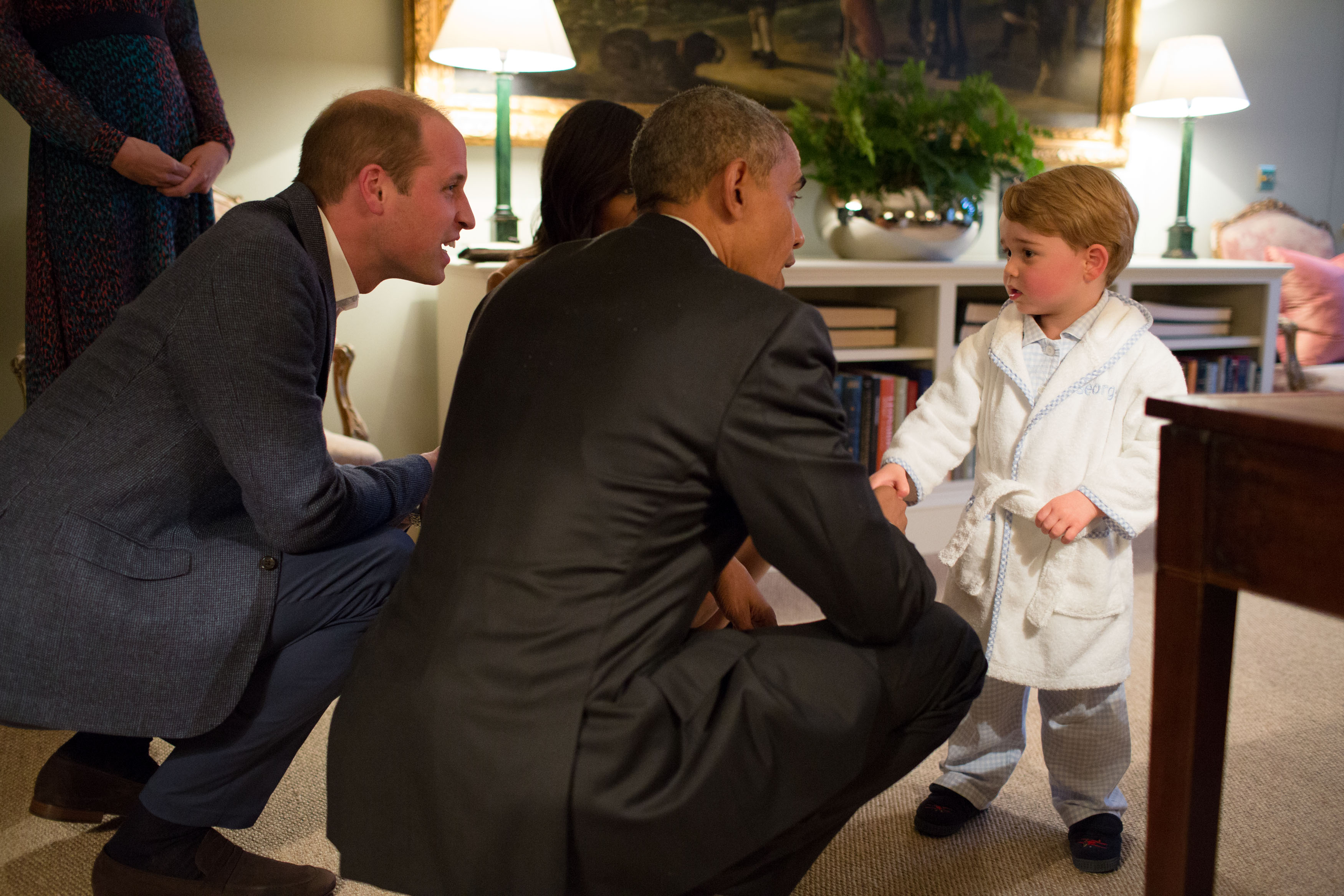
Jorge com seu pai encontrando o então presidente dos Estados Unidos, Barack Obama, e a primeira-dama, Michelle Obama, no Palácio de Kensington em 2016.

Em março de 2016, ele e a família passaram alguns dias nos Alpes franceses e novas fotos oficiais foram divulgadas. Meses depois, em abril, ele posou com sua bisavó, avô e pai para uma foto comemorativa pelos 90 anos da rainha. Dias depois, ele foi protagonista em uma recepção de seus pais ao presidente Barack Obama.
Em março de 2020, o príncipe Jorge se juntou ao seus irmãos, Carlota e Luís, em um vídeo para aplaudir os trabalhadores de linha de frente durante a pandemia de Covid-19. Em setembro de 2020, as três crianças conheceram David Attenborough, um ambientalista britânico, e o Palácio de Kensington divulgou um vídeo deles fazendo perguntas sobre o meio ambiente para David, Jorge está utilizando a camisa de rugby de sua escola e fala "Olá David Attenborough! Qual animal você acha que será o próximo a ser extinto?" Em dezembro de 2020, Jorge e seus irmãos fizeram a sua primeira aparição em um tapete vermelho ao lado de seus pais enquanto visitavam o London Palladium para assistirem a apresentação de uma pantomima de natal em homenagem e agradecimento aos trabalhadores da linha de frente por seus esforços durante a pandemia.
Em julho de 2021, Jorge e seus pais compareceram à final da UEFA Euro 2020 entre Inglaterra e Itália, no Estádio Wembley em Londres, foi possível ver ele segurando a mão da mãe durante a partida e comemorando animadamente com os seus pais. Em outubro de 2021, o príncipe Guilherme e o seu pai Carlos revelaram que Jorge está começando a perceber alguns aspectos das mudanças climáticas decorrentes dos problemas ambientais, Guilherme revelou que a turma de seu filho coletou lixo das ruas, mas eles encontraram mais lixo no dia seguinte quando fizeram a mesma rota, e Carlos falou em seu documentário COP26: In Your Hands que Jorge está descobrindo as consequências das mudanças climáticas, como tempestades, inundações, secas, incêndios e escassez de alimento.
Em 26 de fevereiro de 2022, Jorge e seus pais compareceram à partida de rúgbi do Seis Nações entre o País de Gales e a Inglaterra no Estádio de Twickenham em Londres. O príncipe, juntamente com os seus pais, se reuniu com representantes do esporte e falou sobre as suas próprias aulas de rúgbi, mas não revelou qual dos times estava apoiando, uma vez que seu pai é patrono da União Galesa de Rúgbi e sua mãe, em contrapartida, da seleção inglesa. Em 29 de março de 2022, Jorge acompanhou seus pais e irmã a um serviço de ação de graças pela vida de seu bisavô, o falecido príncipe Filipe, Duque de Edimburgo.

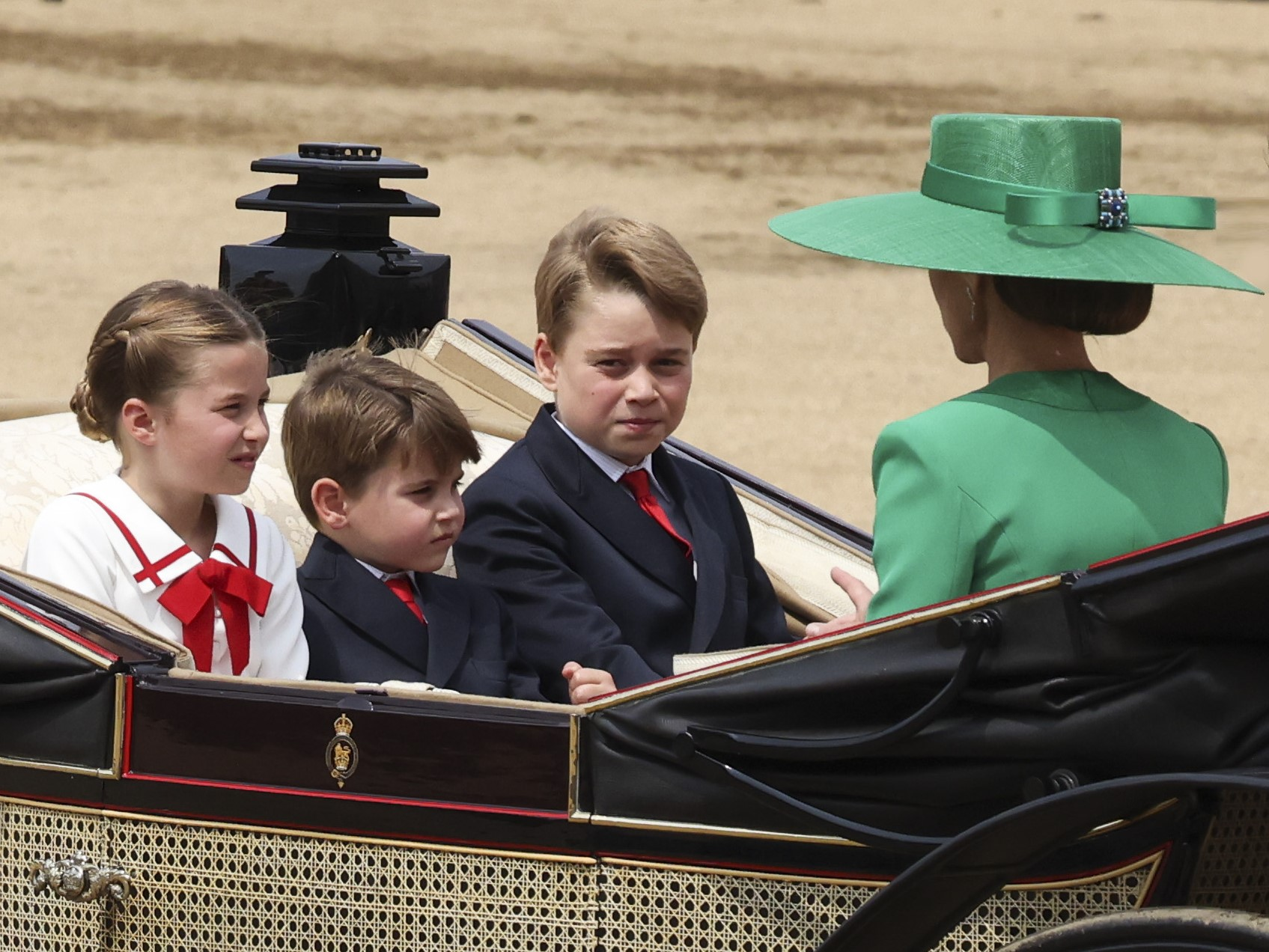
Jorge, seus irmãos e sua mãe no Trooping the Colour

Em 2 de junho de 2022, durante o fim de semana de comemoração do Jubileu de Platina de sua bisavó, Jorge e seus irmãos fizeram sua estreia na procissão em carruagem do Trooping the Colour. A procissão foi seguida por uma demonstração com aviões sobrevoando o Palácio de Buckingham, onde as três crianças se uniram a seus pais, a rainha Isabel, e outros membros da realeza na sacada da residência. Dois dias depois, em 4 de junho, Jorge e Carlota fizeram sua primeira visita oficial ao País de Gales com seus pais, onde assistiram aos ensaios do concerto no Castelo de Cardiff, parte das comemorações do Jubileu de Platina. Mais tarde, naquele mesmo dia, Jorge e Carlota acompanharam seus pais à Festa de Platina no Palácio. No dia seguinte, 5 de junho, Jorge compareceu ao Espetáculo Público do Jubileu de Platina com seus pais e irmãos. Após o desfile, ele se juntou a seus pais, irmãos mais novos, a Rainha, o Príncipe de Gales e a Duquesa de Cornualha na sacada do Palácio de Buckingham no que seria a última aparição pública de Isabel II.
Em 19 de setembro de 2022, Jorge e sua irmã, a princesa Carlota, acompanhados de seus pais, compareceram ao funeral de Estado de sua bisavó paterna, a rainha Isabel II, e do serviço e enterro privado na Capela de São Jorge no Castelo de Windsor.
Em 13 de dezembro de 2022, o Palácio de Kensington, onde está localizado o escritório oficial do Príncipe e da Princesa de Gales, divulgou através de suas redes sociais o anual cartão de Natal da família, onde Jorge está de mãos dadas com seu pai e irmã em uma foto descontraída ao lado de seu irmão mais novo e mãe. Dois dias depois, em 15 de dezembro, o Príncipe e a Princesa de Gales levaram Jorge e Carlota para o Juntos no Natal, o concerto de canções natalinas na Abadia de Westminster organizado por Catarina para celebrar as pessoas que fazem a diferença em suas comunidades, esse ano celebrando também a vida, o legado e serviço de Isabel II. Em 6 de maio do ano seguinte, Jorge serviu como pajem de honra na coroação de seu avô. Jorge e seus irmãos ocasionalmente acompanharam seus pais em compromissos reais, passeios e visitas diplomáticas.

## Imagem pública

### O efeito Príncipe Jorge
O "Efeito Príncipe Jorge", também conhecido popularmente como "Efeito Bebê Real", é um termo utilizado para descrever um aumento na procura e venda de roupas, acessórios e outros produtos utilizado por Jorge, o garoto foi citado em uma matéria da revista Vogue como responsável por estar mudando o curso da moda infantil. Em 2015, ele foi classificado em 49º lugar na lista dos "50 homens mais bem vestidos da Grã-Bretanha" da GQ. Em 2016, o roupão que ele utilizou para conhecer o então presidente dos Estados Unidos da América Barack Obama se esgotou em minutos na loja após a publicação das imagens de Jorge. Em setembro de 2017, a notícia de que a escola do príncipe havia servido um prato de lentilha verde Le Puy resultou em um aumento nas vendas da leguminosa. Em 2018, Jorge se tornou a pessoa mais jovem a aparecer na lista dos mais bem vestidos da Tatler.

### Relações com a mídia
O Príncipe e a Princesa de Gales tem sido inflexíveis em manter a privacidade dos filhos enquanto eles crescem. Em agosto de 2015, o Palácio de Kensington afirmou que desejava que toda a mídia parasse de tirar fotos não autorizadas de Jorge, dizendo que uma "linha havia sido cruzada" nos métodos dos paparazzi para localizar e fotografar o garoto, incluindo vigiar a família e enviar crianças para trazer Jorge para a vista das câmeras, comprometendo a privacidade e a segurança do garoto que tinha apenas dois anos de idade na época.

## Títulos, honras e homenagens
- 22 de julho de 2013 - 8 de setembro de 2022: Sua Alteza Real, príncipe Jorge de Cambridge
- 8 de setembro de 2022 - 9 de setembro de 2022: Sua Alteza Real, príncipe Jorge da Cornualha e Cambridge
- 9 de setembro de 2022 - presente: Sua Alteza Real, príncipe Jorge de Gales

Com o seu nascimento, o bebê recebeu o título de príncipe do Reino Unido e o tratamento de "Sua Alteza Real". Deveria ser tratado ao nascer oficialmente pelo título de "Sua Alteza Real, o Príncipe George de Cambridge". Todos os filhos e filhas nascidos do então Duque e Duquesa de Cambridge se beneficiarão do tratamento de Sua Alteza Real e o título de "Príncipe" ou "Princesa" do Reino Unido. Anteriormente, tal privilégio era reservado apenas ao filho mais velho do primogênito do Príncipe de Gales, mas a rainha Isabel II do Reino Unido modificou esta regra no final de 2012 por meio de uma carta-patente.
Por ocasião de seu batizado, Jorge recebeu a sua primeira homenagem oficial: uma moeda em ouro e prata onde se lia "Para celebrar o batizado do Príncipe Jorge de Cambridge".
Se Jorge subir ao trono e decidir manter seu próprio nome (assim como fez sua bisavó Isabel II e seu avô Carlos III), será conhecido como "Jorge VII" (George VII). Porém, o nome a ser usado por um monarca ao ascender ao trono é de livre escolha do próprio.